# Віск

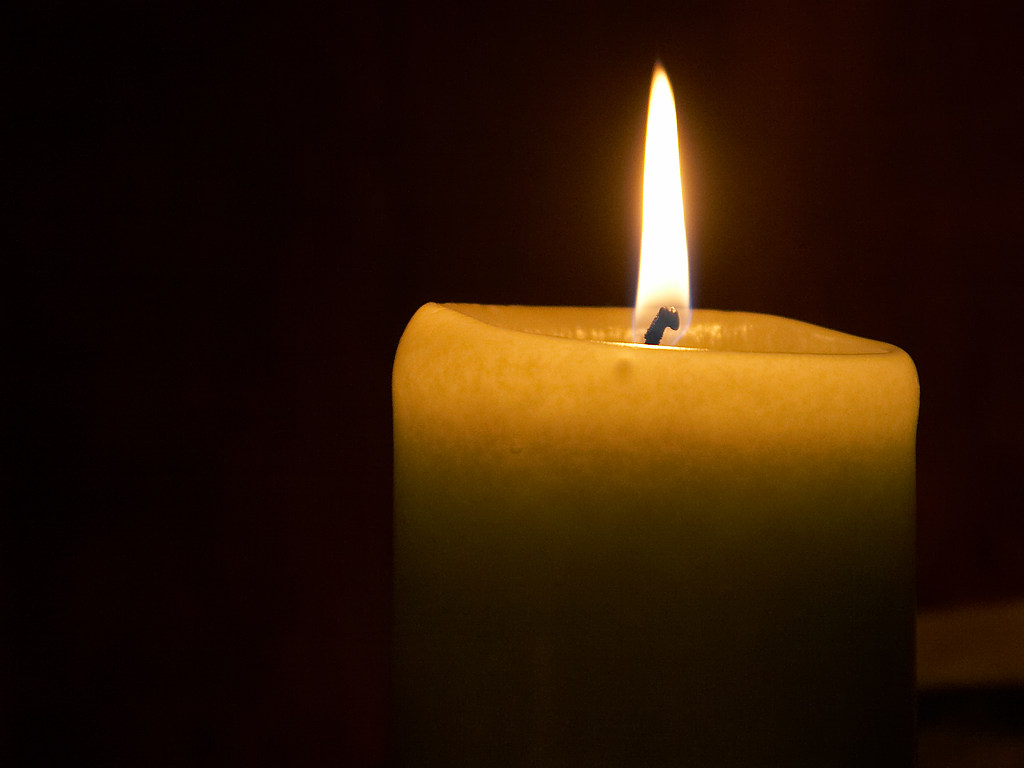
Воскова свічка

Віск — органічна речовина рослинного або тваринного походження, утворена з естерів — вищих жирних кислот і вищих, переважно одноатомних, спиртів.

## Загальна характеристика
Воски — це естери одноосновних жирних кислот і вищих одноатомних спиртів, наприклад, монтановий віск є естером монтанової кислоти С27Н55СООН і церилового спирту С26Н53ОН, головним компонентом  бджолиного воску є  естер пальмітинової кислоти С15Н31СООН і мірицинового спирту С30Н61ОН, китайського воску — естер церотинової кислоти С25Н51СООН і церилового спирту С26Н53ОН, спермацету кашалота — естер пальмітинової кислоти С15Н31СООН і цетилового спирту С16Н33ОН. Сьогодні відомо близько 300 видів твердих і рідких восків. Вони належать до дуже стійких складових частин рослин, хоча, як і жири, здатні піддаватися гідролізу. Біологічне призначення восків — покривати найтоншим шаром стебла, листя й оболонки плодів наземних рослин, охороняючи їх від зовнішніх впливів. У нижчих рослинах воски зосереджені в оболонках клітин. Порівняно з жирами воски багатші вуглецем (80-82 %) і воднем (13-14 %) і, отже, містять менше кисню (4-7 %).
Дуже близько до восків стоїть кутин, який просочує зовнішній шар епідермісу листя і молодих бруньок, утворюючи кутикули, а також суберин — речовина коркової тканини в корі деяких рослин. З хімічної точки зору кутин є різновидом восків, але утворений жирними кислотами з нижчою молекулярною масою. Утримується він у рослинах у невеликій кількості (до 3,5 %), головним чином у листі, шкірочці плодів і корових частин. Кутин і суберин дуже стійкі до дії гідролізуючих агентів і мікроорганізмів. Ще більшою стійкістю стосовно дії кисню, бактерій, мінеральних кислот, розчинів лугів і до нагрівання (до температури близько 200 °С) володіють близькі до восків, кутину й суберину високомолекулярні речовини — споронін і полленін, які утворюють оболонки спор та пилку.

## Гірський віск
Гірськи́й віск (рос.горный воск, англ. mineral wax, ozocerite; нім. Bergwachs, Erdwachs, Montanwachs, Ozokerit) — мінерал, основу якого складають органічні сполуки, одна із складових частин торф'яних та буро-вугільних бітумів, яка залишається після розчинення бітумних смол в ацетоні. Кількість воску у бітумах верхових торфів 16,6-55,7 %, низинних — 42,4-80,9 %.

→ Основна стаття: Гірський віск

## Технічний віск
Технічний віск — сплав церезину, парафіну та нафтовим маслом. Належить до мінеральних і використовується в різних галузях промисловості. Технічний віск мінерального походження дуже м'який, без кристалічної структури на зламі та відповідний запах.
Іноді помилково технічним воском називають несортовий бджолиний віск, який непридатний для виробництва вощини.

## Віск в культурі
Віск у багатьох культурах виконує ритуальну функцію, зокрема широко відоме ворожіння з воском, або кіромантія.

## Інтернет-ресурси
- Waxes